# Shaft (công ty)
Shaft, Inc.  (Nhật: 株式会社シャフト Hepburn: Kabushiki-gaisha Shafuto) là một xưởng phim hoạt hình Nhật Bản có trụ sở chính tại Suginami, Tokyo. Kể từ khi được thành lập vào năm 1975 bởi Hiroshi Wakao, công ty đã sản xuất một lượng lớn anime bao gồm Sayonara Zetsubō Sensei (2007), loạt phim Monogatari (2009–nay), loạt phim Mahō Shōjo Madoka ☆ Magica (2011), Nisekoi (2014) và 3-gatsu no Lion (2016).

## Lịch sử
Shaft ban đầu thuộc loại hình yūgen gaisha khi được thành lập vào tháng 9 năm 1975 bởi Hiroshi Wakao, một cựu nhân viên của Mushi Production. Từ những ngày thành lập, công ty làm việc với tư cách nhà thầu phụ cho các xưởng phim lớn, nhưng phải đến năm 1987, Shaft mới phát hành Yume kara, Samenai (夢から、さめない), một tập OVA do công ty hoàn toàn sản xuất độc lập. Từ năm 2000 đến năm 2005, Shaft hợp tác với một số xưởng phim như TNK, Gainax để sản xuất các anime truyền hình như Mahoromatic, Kore ga Watashi no Goshujin-sama, Kono Minikuku mo Utsukushii Sekai, G-On Riders, Popotan.

Biểu trưng tiếng Anh của Shaft sử dụng từ năm 2010–⁠2017

Năm 2004, Kubota Mitsutoshi kế nhiệm Wakao Hiroshi để trở thành CEO mới của Shaft. Cùng năm đó, Kubota đã mời đạo diễn Shinbō Akiyuki về làm việc với Shaft sau khi Kubota được xem hai tác phẩm do Shinbō từng chỉ đạo là The SoulTaker (2001) và Le Portrait de Petit Cossette (2004). Tháng 10 năm 2004, Shinbō bắt đầu làm việc với Shaft để chỉ đạo anime Tsukuyomi: Moon Phase. Kể từ đó, Shinbō đã hợp tác rộng rãi với đội ngũ nhân viên của Shaft, đặc biệt là Ōnuma Shin và Oishi Tatsuya. Dưới sự chỉ đạo của Shinbō, Ōnuma và Oishi, Shaft đã phát triển một phong cách hình ảnh rất riêng đặc trưng bởi tông màu đơn giản, phông nền trừu tượng, các đoạn cắt cảnh độc đáo, đan xen vật thể thực vào hoạt họa. Một trong những phong cách nổi tiếng của Shaft là tư thế "nghiêng đầu", được Kubota công nhận là một trong những điểm nhấn của xưởng phim.
Năm 2015, Shaft tái cấu trúc lại công ty và thay đổi loại hình từ yūgen gaisha thành kabushiki-gaisha. Năm 2022, Shaft mở một văn phòng tại thành phố Shizuoka, tỉnh Shizuoka.

## Sản xuất

### Anime truyền hình
| Tựa đề                                                                                | Ngày phát sóng       | Ngày phát sóng       | Đạo diễn                                                                         | Số tập | Chú thích |
| Tựa đề                                                                                | Bắt đầu              | Kết thúc             | Đạo diễn                                                                         | Số tập | Chú thích |
| ------------------------------------------------------------------------------------- | -------------------- | -------------------- | -------------------------------------------------------------------------------- | ------ | --- |
| Mori no Tonto Tachi                                                                   | 5 tháng 10 năm 1984  | 23 tháng 9 năm 1985  | Higuchi Masakazu                                                                 | 23     | Anime nguyên tác, hợp tác sản xuất với Zuiyo.                                                                       |
| Juuni Senshi Bakuretsu Eto Ranger                                                     | 7 tháng 4 năm 1995   | 26 tháng 1 năm 1996  | Kunitoshi Okajima                                                                | 39     | Tác phẩm nguyên tác                                                                                                 |
| Dotto! Koni-chan                                                                      | 26 tháng 11 năm 2000 | 29 tháng 5 năm 2001  | Watanabe Shinichi (tập 1-13), Yasuda Kenji (tập 14-26)                           | 26     | Tác phẩm nguyên tác.                                                                                                |
| Mahoromatic                                                                           | 6 tháng 10 năm 2001  | 29 tháng 12 năm 2001 | Hiroyuki Yamaga                                                                  | 26     | Chuyển thể từ manga của Nakayama Bunjūrō, đồng sản xuất với Gainax                                                  |
| G-On Riders                                                                           | 2 tháng 7, 2002      | 1 tháng 10, 2002     | Kimura Shinichiro                                                                | 13     | Tác phẩm gốc đồng sản xuất với TNK.                                                                                 |
| Mahoromatic: Motto Utsukushii Mono                                                    | 27 tháng 9 năm 2002  | 17 tháng 1 năm 2003  | Yamaga Hiroyuki                                                                  | 14     | Phần tiếp theo của Mahoromatic                                                                                      |
| Popotan                                                                               | 17 tháng 7 năm 2003  | 2 tháng 10 năm 2003  | Kimura Shinichiro                                                                | 12     | Chuyển thể từ visual novel của Petit Ferret.                                                                        |
| Kono Minikuku mo Utsukushii Sekai                                                     | 2 tháng 4 năm 2004   | 18 tháng 4 năm 2005  | Saeki Shouji                                                                     | 12     | Anime nguyên tác đồng sản xuất với Gainax.                                                                          |
| Tsukuyomi: Moon Phase                                                                 | 4 tháng 10 năm 2004  | 28 tháng 3 năm 2005  | Shinbō Akiyuki                                                                   | 25     | Chuyển thể từ bộ truyện tranh của Arima Keitarō                                                                     |
| Kore ga Watashi no Goshujin-sama                                                      | 8 tháng 4 năm 2005   | 1 tháng 7 năm 2005   | Saeki Shouji                                                                     | 12     | Chuyển thể từ manga của Mattsuu, đồng sản xuất với Gainax.                                                          |
| Pani Poni Dash!                                                                       | 3 tháng 7 năm 2005   | 25 tháng 12, 2005    | Shinbo Akiyuki, Ōnuma Shin                                                       | 26     | Chuyển thể từ truyện tranh của Hikawa Hekiru                                                                        |
| Rec                                                                                   | 2 tháng 2 năm 2006   | 30 tháng 3 năm 2006  | Nakamura Ryūtarō                                                                 | 9      | Chuyển thể từ truyện tranh của Hanamizawa Q-Tarō.                                                                   |
| Negima!?                                                                              | 4 tháng 10 năm 2006  | 28 tháng 3 năm 2007  | Shinbo Akiyuki, Ōnuma Shin                                                       | 26     | Chuyển thể từ bộ truyện tranh của Akamatsu Ken                                                                      |
| Hidamari Sketch                                                                       | 11 tháng 1 năm 2007  | 9 tháng 3 năm 2007   | Shinbo Akiyuki, Kamitsubo Ryōki                                                  | 12     | Chuyển thể từ truyện tranh của Aoki Ume.                                                                            |
| Sayonara Zetsubō Sensei                                                               | 7 tháng 7 năm 2007   | 22 tháng 9 năm 2007  | Shinbo Akiyuki                                                                   | 12     | Chuyển thể từ truyện tranh của Kumeta Kōji                                                                          |
| ef: A Tale of Memories.                                                               | 7 tháng 10 năm 2007  | 22 tháng 12, 2007    | Shin Ōnuma                                                                       | 12     | Chuyển thể từ visual novel của Minori.                                                                              |
| Zoku Sayonara Zetsubou-Sensei                                                         | 5 tháng 1 năm 2008   | 29 tháng 3 năm 2008  | Shinbo Akiyuki, Miyamoto Yukihiro                                                | 13     | Phần tiếp theo của Sayonara Zetsubou-Sensei.                                                                        |
| Hidamari Sketch × 365                                                                 | 3 tháng 7 năm 2008   | 25 tháng 9 năm 2008  | Shinbo Akiyuki                                                                   | 13     | Phần tiếp theo của Hidamari Sketch.                                                                                 |
| ef: A Tale of Melodies.                                                               | 7 tháng 10 năm 2008  | 23 tháng 12 năm 2008 | Ōnuma Shin                                                                       | 12     | Phần tiếp theo của Ef: A Tale of Memories.                                                                          |
| Maria†Holic                                                                           | 5 tháng 1 năm 2009   | 23 tháng 3 năm 2009  | Shinbo Akiyuki, Miyamoto Yukihiro                                                | 12     | Chuyển thể từ truyện tranh của Endō Minari                                                                          |
| Natsu no Arashi!                                                                      | 6 tháng 4, 2009      | 29 tháng 6 năm 2009  | Shinbo Akiyuki, Ōnuma Shin                                                       | 13     | Chuyển thể từ manga của Kobayashi Jin.                                                                              |
| Bakemonogatari                                                                        | 3 tháng 7 năm 2009   | 25 tháng 6 năm 2010  | Shinbo Akiyuki, Oishi Tatsuya                                                    | 15     | Chuyển thể từ hai cuốn sách đầu tiên của loạt light novel Monogatari Series: First Season.                          |
| Zan Sayonara Zetsubou-Sensei                                                          | 4 tháng 7 năm 2009   | 26 tháng 9 năm 2009  | Akiyuki Shinbo, Miyamoto Yukihiro                                                | 13     | Phần tiếp theo của Zoku Sayonara Zetsubou-Sensei.                                                                   |
| Natsu no Arashi! Akinai-chū                                                           | 4 tháng 10 năm 2009  | 27 tháng 12,09       | Shinbo Akiyuki, Ōnuma Shin (tập 1-7), Ishikura Kenichi (tập 8-13)                | 13     | Phần tiếp theo của Natsu no Arashi!.                                                                                |
| Dance in the Vampire Bund                                                             | 7 tháng 1 năm 2010   | 1 tháng 4 năm 2010   | Shinbo Akiyuki, Sonoda Masahiro                                                  | 12     | Chuyển thể từ manga của Tamaki Nozomu.                                                                              |
| Hidamari Sketch × Hoshimittsu                                                         | 8 tháng 1 năm 2010   | 26 tháng 3 năm 2010  | Shinbo Akiyuki, Ishikura Kenichi                                                 | 12     | Phần tiếp theo của Hidamari Sketch × 365                                                                            |
| Arakawa Under the Bridge                                                              | 4 tháng 4 năm 2010   | 27 tháng 6 năm 2010  | Shinbo Akiyuki, Miyamoto Yukihiro                                                | 13     | Chuyển thể từ bộ truyện tranh của Nakamura Hikaru.                                                                  |
| Arakawa Under the Bridge x Bridge                                                     | 3 tháng 10 năm 2010  | 26 tháng 12 năm 2010 | Shinbo Akiyuki, Miyamoto Yukihiro                                                | 13     | Phần tiếp theo của Arakawa Under the Bridge.                                                                        |
| Soredemo Machi wa Mawatteiru                                                          | 8 tháng 10 năm 2010  | 24 tháng 12, 2010    | Shinbo Akiyuki                                                                   | 12     | Chuyển thể từ manga của Ishiguro Masakazu.                                                                          |
| Mahō Shōjo Madoka ☆ Magica                                                            | 7 tháng 1 năm 2011   | 21 tháng 4 năm 2011  | Shinbo Akiyuki, Miyamoto Yukihiro                                                | 12     | Anime nguyên tác.                                                                                                   |
| Maria†Holic: Alive                                                                    | 8 tháng 4 năm 2011   | 24 tháng 6 năm 2011  | Shinbo Akiyuki, Tokoro Tomokazu                                                  | 12     | Phần tiếp theo của Maria†Holic.                                                                                     |
| Denpa Onna to Seishun Otoko                                                           | 15 tháng 4 năm 2011  | 1 tháng 7 năm 2011   | Shinbo Akiyuki, Miyamoto Yukihiro                                                | 12     | Chuyển thể từ bộ light novel của Iruma Hitoma                                                                       |
| Hidamari Sketch ×SP                                                                   | 30 tháng 10 năm 2011 | 6 tháng 11 năm 2011  | Shinbo Akiyuki, Yase Yuki                                                        | 12     | Các tập đặc biệt của Hidamari Sketch × Hoshimittsu.                                                                 |
| Nisemonogatari                                                                        | 8 tháng 1 năm 2012   | 18 tháng 3 năm 2012  | Akiyuki Shinbo, Itamura Tomoyuki                                                 | 11     | Chuyển thể từ cuốn sách thứ bốn và thứ năm của loạt light novel Monogatari Series: First Season..                   |
| Hidamari Sketch × Honeycomb                                                           | 5 tháng 10 năm 2012  | 21 tháng 12, 2012    | Shinbo Akiyuki, Yase Yuki                                                        | 12     | Phần tiếp theo của Hidamari Sketch × Hoshimittsu.                                                                   |
| Nekomonogatari (Kuro)                                                                 | 31 tháng 12, 2012    | 31 tháng 12, 2012    | Shinbo Akiyuki, Itamura Tomoyuki                                                 | 4      | Phần tiếp theo của Nisemonogatari.                                                                                  |
| Sasami-san@Ganbaranai                                                                 | 11 tháng 1 năm 2013  | 29 tháng 3 năm 2013  | Shinbo Akiyuki                                                                   | 12     | Chuyển thể từ bộ light novel của Akira.                                                                             |
| Monogatari Series: Second Season                                                      | 7 tháng 7 năm 2013   | 29 tháng 12 năm 2013 | Shinbo Akiyuki, Itamura Tomoyuki, Tatsuwa Naoyuki (tập 6–9), Yuki Yase(tập 14–7) | 23     | Chuyển thể từ năm cuốn sách trong loạt light novel Monogatari Series: Second Season trừ Hanamonogatari.             |
| Nisekoi                                                                               | 11 tháng 1 năm 2014  | 24 tháng 5 năm 2014  | Shinbo Akiyuki, Tatsuwa Naoyuki                                                  | 20     | Chuyển thể từ manga của Komi Naoshi                                                                                 |
| Mekakucity Actors                                                                     | 13 tháng 4 năm 2014  | 28 tháng 6 năm 2014  | Shinbo Akiyuki, Yase Yuki                                                        | 12     | Dựa trên dự án Kagerō Project được tạo bởi Jin (Shizen no Teki-P).                                                  |
| Hanamonogatari                                                                        | 16 tháng 8 năm 2014  | 16 tháng 8 năm 2014  | Shinbo Akiyuki, Itamura Tomoyuki                                                 | 4      | Phần này không nằm trong Monogatari Series: Second Season mà được phát sóng riêng.                                  |
| Tsukimonogatari                                                                       | 31 tháng 12 năm 2014 | 31 tháng 12 năm 2014 | Shinbo Akiyuki, Itamura Tomoyuki                                                 | 4      | Chuyển thể từ cuốn sách đầu tiên trong loạt light novel Monogatari Series: Final Season                             |
| Kōfuku Graffiti                                                                       | 9 tháng 1 năm 2015   | 27 tháng 3 năm 2015  | Shinbo Akiyuki, Tatsuwa Naoyuki                                                  | 12     | Chuyển thể từ manga của Kawai Makoto.                                                                               |
| Nisekoi:                                                                              | 10 tháng 4 năm 2015  | 26 tháng 6 năm 2015  | Shinbo Akiyuki, Miyamoto Yukihiro                                                | 12     | Mùa thứ hai của Nisekoi.                                                                                            |
| Owarimonogatari I                                                                     | 3 tháng 10 năm 2015  | 19 tháng 12, 2015    | Shinbo Akiyuki, Itamura Tomoyuki                                                 | 13     | Chuyển thể từ cuốn sách thứ ba và thứ bốn trong loạt light novel Monogatari Series: Final Season                    |
| 3-gatsu no Lion                                                                       | 8 tháng 10 năm 2016  | 18 tháng 3 năm 2017  | Shinbo Akiyuki, Okada Kenjirō                                                    | 22     | Chuyển thể từ manga của Umino Chica.                                                                                |
| Owarimonogatari II                                                                    | 12 tháng 8 năm 2017  | 13 tháng 8 năm 2017  | Shinbo Akiyuki, Itamura Tomoyuki                                                 | 7      | Mùa hai của Owarimonogatari, chuyển thể từ cuốn sách thứ năm trong loạt light novel Monogatari Series: Final Season |
| 3-gatsu no Lion 2nd Season                                                            | 14 tháng 10, 2017    | 31 tháng 3 năm 2018  | Shinbo Akiyuki, Okada Kenjirō                                                    | 22     | Mùa hai của 3-gatsu no Lion.                                                                                        |
| Fate/Extra Last Encore                                                                | 28 tháng 1 năm 2018  | 29 tháng 7 năm 2018  | Shinbo Akiyuki, Miyamoto Yukihiro                                                | 13     | Dựa trên trò chơi PSP Fate/Extra của Type-Moon.                                                                     |
| Zoku Owarimonogatari                                                                  | 19 tháng 5 năm 2019  | 23 tháng 6 năm 2019  | Shinbo Akiyuki                                                                   | 6      | Chuyển thể từ cuốn sách thứ sáu trong loạt light novel Monogatari Series: Final Season                              |
| Magia Record: Mahou Shoujo Madoka Magica Gaiden                                       | 4 tháng 1 năm 2020   | 28 tháng 3 năm 2020  | Doroinu (tổng) và nhiều đạo diễn                                                 | 13     | Dựa trên trò chơi Magia Record được phát triển bởi f4samurai.                                                       |
| Assault Lily Bouquet                                                                  | 2 tháng 10, 2020     | 25 tháng 12, 2020    | Saeki Shо̄ji, Ōtani Hajime                                                        | 12     | Dựa trên nhượng quyền thương mại Assault Lily của Azone International.                                              |
| Bishōnen Tanteidan                                                                    | 11 tháng 4, 2021     | 27 tháng 6, 2021     | Shinbo Akiyuki, Hajime Ootani                                                    | 12     | Chuyển thể từ light novel của Nisio Isin.                                                                           |
| Magia Record: Mahou Shoujo Madoka Magica Gaiden 2nd Season - Kakusei Zenya            | 1 tháng 8 năm 2021   | 26 tháng 9 năm 2021  | Doroinu (tổng), Miyamoto Yukihiro                                                | 8      | Mùa thứ hai của Magia Record.                                                                                       |
| Magia Record: Mahou Shoujo Madoka☆Magica Gaiden Final Season - Asaki Yume no Akatsuki | 3 tháng 4, 2022      | 3 tháng 4, 2022      | Doroinu (tổng), Miyamoto Yukihiro                                                | 8      | Mùa cuối cùng của Magia Record.                                                                                     |
| Renmei Kuugun Koukuu Mahou Ongakutai Luminous Witches                                 | 3 tháng 7, 2022      | 25 tháng 9, 2022     | Shо̄ji Saeki                                                                      | 12     | Spin-off của Strike Witches.                                                                                        |
| RWBY: Hyōsetsu Teikoku                                                                | 3 tháng 7, 2022      | 18 tháng 9, 2022     | Suzuki Toshimasa, Okada Kenjirou                                                 | 12     | Spin-off của RWBY.                                                                                                  |
| Gotoubun no Hanayome∽                                                                 | 2 tháng 9, 2023      | 9 tháng 9, 2023      | Miyamoto Yukihiro                                                                | 2      | Tập đặc biệt của Gotoubun no Hanayome.                                                                              |

### Phim điện ảnh
| Tựa đề                                                       | Ngày phát hành       | Đạo diễn                                          | Thời lượng | Ghi chú                                                                                              |
| ------------------------------------------------------------ | -------------------- | ------------------------------------------------- | ---------- | --- |
| Kino no Tabi: The Beautiful World - Byouki no Kuni - For You | 21 tháng 4 năm 2007  | Nakamura Ryūtarō                                  | 30 phút    | Chuyển thể từ bộ light novel của Keiichi Sigsawa.                                                    |
| Mahou Sensei Negima! Anime Final                             | 27 tháng 8 năm 2011  | Shinbo Akiyuki                                    | 76 phút    | Phần tiếp theo của Mahō Sensei Negima!: Mō Hitotsu no Sekai, sản xuất hoạt họa cùng Studio Pastoral. |
| Mahō Shōjo Madoka Magica: Hajimari no Monogatari             | 6 tháng 10 năm 2012  | Shinbo Akiyuki (tổng đạo diễn), Miyamoto Yukihiro | 130 phút   | Thuật lại nội dung của Mahō Shōjo Madoka Magica.                                                     |
| Mahō Shōjo Madoka Magica: Hajimari no Monogatari             | 13 tháng 10 năm 2012 | Shinbo Akiyuki (tổng đạo diễn), Miyamoto Yukihiro | 110 phút   | Thuật lại nội dung của Mahō Shōjo Madoka Magica.                                                     |
| Mahō Shōjo Madoka Magica: Hangyaku no Monogatari             | 26 tháng 10 năm 2013 | Shinbo Akiyuki (tổng đạo diễn), Miyamoto Yukihiro | 116 phút   | Phần tiếp theo của hai phim Mahō Shōjo Madoka ☆ Magica trước đó.                                     |
| Kizumonogatari I: Tekketsu-hen                               | 8 tháng 1 năm 2016   | Shinbo Akiyuki (tổng đạo diễn), Oishi Tatsuya     | 64 phút    | Chuyển thể từ cuôn sách thứ ba của loạt light novel Monogatari Series: First Season.                 |
| Kizumonogatari II: Nekketsu-hen                              | 19 tháng 8 năm 2016  | Shinbo Akiyuki (tổng đạo diễn), Oishi Tatsuya     | 69 phút    | Chuyển thể từ cuôn sách thứ ba của loạt light novel Monogatari Series: First Season.                 |
| Kizumonogatari III: Reiketsu-hen                             | 6 tháng 1 năm 2017   | Shinbo Akiyuki (tổng đạo diễn), Oishi Tatsuya     | 83 phút    | Chuyển thể từ cuôn sách thứ ba của loạt light novel Monogatari Series: First Season.                 |
| Pháo hoa, nên ngắm từ dưới hay bên cạnh?                     | 18 tháng 8 năm 2017  | Shinbo Akiyuki (tổng đạo diễn), Takeuchi Nobuyuki | 90 phút    | Bộ phim chuyển thể từ live-action năm 1993 của đạo diễn Iwai Shunji.                                 |
| Kizumonogatari: Koyomi Vamp                                  | 12 tháng 1, 2024     | Oishi Tatsuya                                     |            | Phim tổng hợp của Kizumonogatari.                                                                    |
| Mahō Shōjo Madoka Magica: Walpurgis no Kaiten                | 2025                 | Shinbo Akiyuki (tổng đạo diễn), Miyamoto Yukihiro |            | Phần tiếp theo của Mahō Shōjo Madoka Magica: Hangyaku no Monogatari.                                 |

### OVA
| Năm phát hành | Tên                                            | Đạo diễn                                                                                             | Số tập | Ghi chú                                                                                              |
| ------------- | ---------------------------------------------- | --- | ------ | --- |
| 1987          | Yume kara, Samenai                             | Inoue Osamu                                                                                          | 1      | Dựa trên manga của Shirakura Yumi.                                                                   |
| 1997          | Sakura Tsūshin                                 | Kunitoshi Okajima                                                                                    | 12     | Dựa theo manga của U-Jin.                                                                            |
| 2002–2003     | Arcade Gamer Fubuki                            | Mutō Yūji                                                                                            | 4      | Chuyển thể từ manga của Yoshizaki Mine.                                                              |
| 2006          | Mahō Sensei Negima!: Haru                      | Shinbo Akiyuki, Oonuma Shin                                                                          | 1      | Phần tiếp theo của anime Negima!.                                                                    |
| 2006          | Mahō Sensei Negima!: Natsu                     | Shinbo Akiyuki, Oonuma Shin                                                                          | 1      | Phần tiếp theo của Mahō Sensei Negima!: Haru.                                                        |
| 2008–2009     | Mahō Sensei Negima!: Shiroki Tsubasa Ala Alba  | Shinbo Akiyuki (tổng), Hiroaki Tomita (tập 1), Miyamoto Yukihiro (tập 2), Itamura Tomoyuki (tập 3)   | 3      | Phần tiếp theo của Mahō Sensei Negima!: Natsu, đồng sản xuất với Studio Pastoral.                    |
| 2008–2009     | Goku Sayonara Zetsubou-Sensei                  | Shinbo Akiyuki, Miyamoto Yukihiro                                                                    | 3      | Phần tiếp theo của Zoku Sayonara Zetsubou-Sensei.                                                    |
| 2009–2010     | Mahō Sensei Negima!: Mō Hitotsu no Sekai       | Akiyuki Shinbo (tổng), Shizuno Kōbun (tập 1–2), Tokoro Tomokazu (tập 3–4), Itō Tatsufumi Itō (tập 5) | 5      | Phần tiếp theo của Mahō Sensei Negima!: Shiroki Tsubasa Ala Alba, đồng sản xuất với Studio Pastoral. |
| 2009–2010     | Zan Sayonara,Zetsubou-Sensei Bangaichi         | Shinbo Akiyuki, Miyamoto Yukihiro                                                                    | 2      | Phần tiếp theo của Zan Sayonara Zetsubou-Sensei.                                                     |
| 2011          | Katteni Kaizō                                  | Shinbo Akiyuki, Tatsuwa Naoyuki                                                                      | 6      | Chuyển thể từ manga của Kumeta Kōji.                                                                 |
| 2013          | Sae Hiro Sotsugyou-hen                         | Shinbo Akiyuki, Yase Yuki                                                                            | 2      | Phàn tiếp theo của Hidamari Sketch × Honeycomb.                                                      |
| 2014–2015     | OVA Nisekoi                                    | Shinbo Akiyuki, Tatsuwa Naoyuki                                                                      | 3      | Ba tập phim đính kèm với tập 14, 16 và 17 của manga Nisekoi                                          |
| 2015          | Magical Suite Prism Nana                       | | 7      | Tác phẩm nguyên tác                                                                                  |
| 2016          | OVA Nisekoi:                                   | Shinbo Akiyuki, Miyamoto Yukihiro                                                                    | 2      | Hai tập OVA đính kèm với tập thứ 21 của manga Nisekoi.                                               |
| 2016–2017     | Kubikiri Cycle: Aoiro Savant to Zaregototsukai | Shinbo Akiyuki, Yase Yuki                                                                            | 8      | Chuyển thể từ light novel của Nisio Isin.                                                            |

### ONA
| Tiêu đề                                | Ngày phát hành                    | Đạo diễn                                         | Số tập | Ghi chú                                                                                |
| -------------------------------------- | --------------------------------- | ------------------------------------------------ | ------ | -------------------------------------------------------------------------------------- |
| Koyomimonogatari                       | 10 tháng 1, 2016–26 tháng 3, 2016 | Shinbo Akiyuki (tổng đạo diễn), Itamura Tomoyuki | 12     | Chuyển thể từ cuốn sách thứ hai trong loạt light novel Monogatari Series: Final Season |
| Assault Lily Fruits                    | 20 tháng 7, 2021–4 tháng 1, 2022  | Saeki Shouji                                     | 13     | Spin-off của anime Assault Lily Bouquet.                                               |
| Monogatari Series Off & Monster Season | 6 tháng 7, 2024-                  | Shinbo Akiyuki (tổng), Yoshizawa Midori          |        | Chuyển thể từ loạt light novel Off Season và Monster Season.                           |

### Sản xuất khác
| Tựa đề                                                                                                   | Ngày phát hành                   | Loại phương tiện | Ghi chú |
| --- | -------------------------------- | ---------------- | --- |
| Shina Dark                                                                                               | 21 tháng 8, 2008                 | Manga            | Bốn video âm nhạc sản xuất cho manga cùng tên của Nakayama Bunjūrō                                                                   |
| Palutena's Revolting Dinner                                                                              | 19 tháng 3, 2012                 | Phim ngắn        | Anime ngắn sản xuất cho trò chơi điện tử Kid Icarus: Uprising.                                                                       |
| Fate/Extra CCC                                                                                           | 24 tháng 1, 2013                 | Trò chơi điện tử | Sản xuất hoạt ảnh mở đầu (opening animation).                                                                                        |
| Goddess of Light                                                                                         | 10 tháng 6, 2014                 | Video            | Sản xuất hoạt ảnh cho video giới thiệu nhân vật Palutena trong trò chơi Super Smash Bros. for Nintendo 3DS and Wii U.                |
| Okitegami Kyouko no Bibouroku x Monogatari                                                               | 31 tháng 12, 2014                | Video            | Sản xuất hoạt ảnh cho video quảng bá tiểu thuyết Bōkyaku Tantei (2014) của Nisio Isin, có sự góp mặt của một số nhân vật Monogatari. |
| IRoid: Koi no Yūkō Frontier                                                                              | 15 tháng 12, 2015                | Ứng dụng di động | Sản xuất hoạt ảnh cho video quảng bá ứng dụng giả lập hẹn hò "IRoid" của QUICK.                                                      |
| Kakushigoto                                                                                              | 15 tháng 6, 2016                 | Manga            | Sản xuất hoạt ảnh cho video quảng bá bộ manga cùng tên của Kumeta Kōji.                                                              |
| Fate/Extella                                                                                             | 11 tháng 9, 2016                 | Trò chơi điện tử | Sản xuất hoạt ảnh mở đầu. |
| Magia Record                                                                                             | 2017–2022                        | Trò chơi điện tử | Sản xuất hoạt ảnh mở đầu và hoạt ảnh phân cảnh.                                                                                      |
| Kikan Gentei Fate/EXTRA CCC x Fate/Grand Order Special Event "Shinkai Dennou Rakudo SE.RA.PH" Kokuchi CM | 7 tháng 5, 2017                  | Video            | Sản xuất hoạt ảnh cho video công bố sự kiện trò chơi điện tử Fate/Grand Order' hợp tác với Fate/Extra CCC.                           |
| Monogatari Series PucPuc                                                                                 | tháng 8, 2018                    | Trò chơi điện tử | Sản xuất hoạt ảnh mở đầu. |
| Crystar                                                                                                  | 18 tháng 10, 2018                | Trò chơi điện tử | Sản xuất hoạt ảnh mở đầu. |
| Akuma no Memumemu-chan                                                                                   | 22 tháng 11, 2018                | Manga            | Anime ngắn sản xuất cho bộ manga cùng tên của Yotsuya Keitarо̄.                                                                       |
| Ikebukuro PR Animation                                                                                   | 17 tháng 1, 2019                 | Phim ngắn        | Anime ngắn quảng bá cho khu Ikebukuro tại quận Toshima, Tokyo.                                                                       |
| Hungry Days                                                                                              | 21 tháng 5, 2019–7 tháng 2, 2020 | Video            | Sản xuất hoạt ảnh cho bốn video quảng cáo thương hiệu mì ly "Cup Noodle" của Nissin, có sự góp mặt của các nhân vật One Piece        |
| Assault Lily Last Bullet                                                                                 | 20 tháng 1, 2021                 | Trò chơi điện tử | Sản xuất hoạt ảnh mở đầu và hoạt ảnh gacha.                                                                                          |
| YOASOBI "Taishou Roman" Official Music Video                                                             | 16 tháng 9, 2021                 | Video âm nhạc    | Sản xuất hoạt ảnh cho video âm nhạc.                                                                                                 |
| Manga "Bakemonogatari" SHAFT Seisaku Tokubetsu PV                                                        | 17 tháng 2, 2022                 | Video            | Sản xuất hoạt ảnh cho video quảng bá manga chuyển thể của Bakemonogatari do Ōgure Ito minh họa.                                      |
| Fate/Grand Order Explore Movie 2024 “WANTED！”                                                           | 3 tháng 8, 2024                  | Video            | Sản xuất hoạt ảnh tập "WANTED!" cho video kỉ niệm chín năm phát hành trò chơi điện tử Fate/Grand Order.                              |